# Aeropuerto de Edson
El Aeropuerto de Edson (del inglés: Edson Airport) (IATA: YET, OACI: CYET) está ubicado adyacente a Edson, Alberta, Canadá.  

## Aerolíneas y destinos
- Sunwest Home Aviation
  - Grande Praire / Aeropuerto de Grande Prairie